# Chaunanthus acuminatus
Chaunanthus acuminatus är en korsblommig växtart som först beskrevs av Reed Clark Rollins, och fick sitt nu gällande namn av Robert A. Price och Al-shehbaz. Chaunanthus acuminatus ingår i släktet Chaunanthus och familjen korsblommiga växter. Inga underarter finns listade i Catalogue of Life.